# Irina Livanovová
Irina Livanovová (rusky Ирина Владимировна Бахтура; Ливанова – příjmení druhého manžela; * 11. dubna 1965 Rostov na Donu) je ruská filmová herečka. Režisérem Janem Svěrákem byla angažována do role Naděždy v jeho oscarovém snímku Kolja. Na moskevský casting filmu, kde se hledal vhodný chlapec pro roli Kolji, přivedla ukázat svého syna. Ten sice vybrán nebyl, ale role Koljovy maminky byla Livanovové nabídnuta a ona ji přijala.